# 270601 Frauenstein
270601 Frauenstein este un asteroid din centura principală de asteroizi.

## Descriere
270601 Frauenstein este un asteroid din centura principală de asteroizi. A fost descoperit pe 14 iulie 2002 la Observatorul Palomar de Maik Meyer. Asteroidul prezintă o orbită caracterizată de o semiaxă mare de 2,85 ua, o excentricitate de 0,20 și o înclinație de 3,6° în raport cu ecliptica.